# Schöneberg (Schiff)
Die Schöneberg ist ein Fahrgastschiff in Berlin.

## Geschichte
Das Schiff wurde auf der Schiffswerft Büsching & Rosemeyer in Uffeln (Vlotho) an der Weser gebaut. Damals trug es den Namen Helena. Im November 1987 wurde es nach Berlin verkauft und die Reederei Riedel  übernahm das Schiff von der Reederei Meyer in Minden, ehemals Reederei Torges. Es erhielt den Namen Schöneberg und kam für die Berliner Reederei in Fahrt. Die ehemalige Helena war 28 Meter lang und 5,80 Meter breit. Laut Günter Benja durften mit dem Schiff im Jahr 1975 noch 300 Personen befördert werden. Benja gibt an, die Helena sei damals mit einer 170-PS-Maschine ausgerüstet gewesen, die eine Geschwindigkeit von 18 km/h erlaubt habe. Als Baujahr nennt Benja das Jahr 1973 statt 1963; möglicherweise bezieht er sich dabei auf einen Umbau. Neben der Helena besaß die Mindener Fahrgastschiffahrt M. Torges damals noch die Castor, die Pollux und die Elektra.
Mit den Umbauten in Spandau bei den Deutschen Industriewerken wurde das Schiff auf knapp 40 Meter verlängert. Im Jahr 2004 erfolgte ein erneuter Umbau und eine grundlegende Modernisierung des Schiffes. In der Vorsaison 2022 entstand eine komplette neue Innenausstattung in Form eines Salonschiffes. Der Fahrgastraum wurde umgebaut und mit Sesseln und Sofas ausgestattet und soll zukünftig für Events mit bis zu 150 Personen dienen.